# Atomic Puppet
Atomic Puppet  é uma série de animação franco-canadense produzida por Mercury Filmworks, Technicolor SA e Gaumont Animation, que teve sua estreia em 13 de Março de 2016. O desenho acabou sendo cancelado após uma única temporada devido a baixa áudiência.
No Brasil a série foi adquirida pelo canal Disney XD  e foi lançado em 17 de Outubro de 2016 tendo uma pré-estreia em 1 de Outubro de 2016.

## Sinopse
O super-herói da Mega City, Capitão Atômico, sofre um revés quando, ao apertar a mão de Joey Felt, de 12 anos, seu ajudante descontente Mookie (ou Sargento Subatômico) o transforma em um fantoche de meia viva. O super-herói repentinamente impotente logo percebe que a única maneira de recuperar seus antigos poderes é se juntar ao garoto - um sonho tornado realidade para Joey, mas não tanto para o Capitão Atômico. Juntos, os dois formam uma parceria improvável e desajeitada que permite que eles se tornem a mais nova dupla de super-heróis da cidade - Boneco Atômico e Garoto Nuclear.

## Personagens

### Principais
- Capitão Atômico/Atomic Puppet/AP (voz de Ricardo Teles) foi um super-herói de renome mundial que viveu sua vida sendo capaz de lidar com situações com sua força bruta e charme sem fim. Cego pelo sucesso e pela fama, ele é repentinamente transformado em um fantoche de meia vivo e impotente por seu ciumento companheiro Mookie. Agora ele atende pelo nome de AP e, devido ao seu enorme ego e temperamento explosivo, luta para se ajustar à sua nova vida como um fantoche e ao fato de que ele só pode acessar seus antigos poderes quando Joey o coloca em sua mão, transformando-os em Boneco Atômico e Garoto Nuclear.
- Joseph "Joey" Felt/Nuclear Boy/Garoto Nuclear (voz de Bruno Mello) é o principal protagonista da série, um fã de quadrinhos de 12 anos. Através de uma reviravolta casual, ele desenvolve a habilidade de se combinar com seu ídolo de super-herói e juntos formam um novo herói, Boneco Atômico e Garoto Nuclear.

### Suporte
- Pauline Bell (voz de Michelle Giudice) é a melhor amiga de Joey e a única pessoa além de Mookie e os outros super-heróis que sabe da identidade secreta de Joey. Pauline ocasionalmente cobre Joey quando ele precisa de uma desculpa para se tornar o Boneco Atômico e lutou ao lado do Boneco Atômico se a situação exigisse. Ela trabalha em uma loja de quadrinhos de propriedade de seu tio.
- Philip "Phil" Felt (voz de Tatá Guarnieri) é o pai corpulento, robusto e prático de Joey. Ele é impaciente, teimoso e faz tudo o que pode para neutralizar o fato de sua esposa cuidar dos filhos.
- Vivian Felt (voz de Raquel Marinho) é a mãe doce, mas excessivamente carinhosa de Joey. Ela se preocupa demais com os filhos e está sempre preocupada com os tipos de problemas em que eles podem se meter.
- Abigail Felt (Carol Sodré) é a enérgica irmã de 8 anos de Joey, que atende pelo apelido de "Abs" ou "Abbie".
- Gorducho (Bubbles), é o gato malhado da família, tolo, acima do peso e flatulento. AP se refere a ele como Desastro e está convencido de que o Gorducho é um vilão disfarçado que planeja derrubar o Boneco Atômico por dentro, enquanto Phil adora o Gorducho completamente, descrevendo-o como "o gatinho mais adorável do mundo".
- Rex Bordeaux (Pronúncia: Bordô, voz de Márcio Marconato), é o apresentador egoísta das notícias da Mega City. Como o jornalista número 1 da cidade, ele alcançou o status de celebridade ao reportar sobre os feitos do Capitão Atômico, mas sua reputação corre o risco de cair com o "desaparecimento" do Capitão Atômico.

### Vilões
- Sargento Subatômico/Mookie (voz de Lucas Gama) é o principal antagonista da série. Mookie é o ex-companheiro amargo e invejoso do Capitão Atômico e é responsável por sua transformação em fantoche, na tentativa de substituí-lo como protetor de Mega City. Embora Mookie tenha uma grande variedade de dispositivos para usar, sozinho ele nada mais é do que um cão de caça à glória que vive no porão de sua mãe. Ele frequentemente tenta forçar os cidadãos de Mega City a aceitá-lo como seu herói, mas sua incompetência e falta de superpoderes não conseguem conquistá-los.
- Professor Abre-Tudo (voz de Wilken Mazzei) é um criminoso astuto e implacável com enormes mãos mecânicas que lhe conferem força sobre-humana. Ele era originalmente o arqui-inimigo do Capitão Atômico e agora é o inimigo mais perigoso do Boneco Atômico.
- Gatinha Má/Confusão (voz de Teca Pinkovai) é uma ladra que usa uma fantasia de gato preto e rouba gatos. Ela é uma paródia da Mulher-Gato.
- Zorp é um invasor alienígena de pele verde que pretende capturar os cidadãos de Mega City e comê-los. Ele é frequentemente acompanhado por um alienígena menor de sua espécie, conhecido como Flert.
- Homem de Lama (voz de Sidney César) é uma criatura humanoide feita inteiramente de lama que pode mudar sua forma e possuir outras pessoas sufocando-se sobre elas. Ele tem um primo chamado Saco de Lixo, uma grande criatura parecida com um saco, capaz de respirar rajadas de terra, que também se envolveu com Joey e AP.
- Senhora Erlenmeyer/Rainha Controladora de Mentes é a amarga professora de ciências de Joey que é levada à loucura por AP quando ele tenta impedi-la de colocar Joey na detenção. Depois, ela se casa com um alienígena misterioso e é transformada em uma telepata de pele verde chamada Rainha Controladora de Mentes.

### Heróis
- A Aliança da Justica é um time de super-heróis que protege a galáxia em geral. Antes de sua transformação, o Capitão Atômico era um membro e voltou como Boneco Atômico.
  - Comandante Cavalier (voz de Dláigelles Riba) é um herói com poderes de visão de calor. Ele é extremamente obcecado com sua aparência a ponto de mostrar-lhe um espelho sempre o fará parar e se admirar.
  - Robo-Ron é um super-herói ciborgue que só fala em beatbox e em mensagens impressas. Embora possua uma ampla gama de dispositivos e seja incrivelmente inteligente, ele é considerado o membro menos poderoso da aliança.
  - Crimson Beacon é um super-herói mudo com cabelo flamejante, semelhante a Nuclear. Ele tem a habilidade de criar quase tudo, semelhante ao Lanterna Verde.
- Princesa das Galáxias é uma super-heroína semelhante à Mulher Maravilha que mora em um castelo mágico no céu. Ela tem uma rivalidade contínua com o Capitão Atômico, pois é a única heroína que rivaliza com o Capitão Atômico em poder e fama.

### Outros
- Rudolph Mintenberg é um bilionário excêntrico que mora em uma mansão no topo de uma colina fora de Mega City. Ele está constantemente entediado e se diverte com uma variedade de dispositivos e experimentos perigosos, forçando Joey e AP a intervir e salvar o dia.
- Warren Beasley é um nerd intrometido que mora ao lado de Joey. Seu hobby é espionar vizinhos e colegas de classe.
- O Prefeito é o prefeito de Mega City. Ele muitas vezes tenta substituir o Boneco Atômico porque não gosta dos danos colaterais que eles causam em suas batalhas contra seus vários inimigos.

## Dublagem

### Equipe
Diretores de dublagem:
- Bruno Mello
- Ricardo Teles
- Raquel Marinho

Tradutor/Escritor: Jusmar Gomes

Estúdio: BKS

### Dubladores
- Bruno Mello - Joseph "Joey" Felt/Nuclear Boy/Garoto Nuclear
- Ricardo Teles - Capitão Atômico/Atomic Puppet/AP
- Michelle Giudice - Pauline Bell
- Tatá Guarnieri - Phil Felt e Homem Visitante
- Raquel Marinho - Vivian Felt
- Carol Sodré - Abigali Felt
- Lucas Gama - Mookie
- Laudi Regina - Professora
- Renan Gonçalves - Locutor
- Sérgio Ribeiro - Narrador/Título
- Teca Pinkovai - Gatinha Má e Mulher Jarra
- Gilmar Lourenço - Mestre das Cerimônias
- Márcio Vaz - Expositor
- Felipe Mônaco - Travis e Lancer
- Francisco Júnior - Kevlar
- Dláigelles Riba - Comandante Cavalier
- Bruno Dias - Homem em Off e Et
- Cássia Bisceglia - Locutora e Princesa das Galáxias
- Enrico Espada - Lifer
- Márcio Marconato - Rex
- Monalisa Capela - Lady e Garota
- Leonardo José - Lagarto
- Bruno Camargo - Menino
- Wilken Mazzei - Professor Abre-Tudo
- Roberto Garcia - Dono e Guarda
- Sidney César - Homem de Lama
- Vagner Santos - Homem Forte
- Charles Dalla - Doutor Momus
- Arlete Montenegro - Vovó

#### Personagem desconhecido
- Guilherme Marques - ?
- Rosa Maria Baroli - ?
- Arthur Machado - ?
- Gabriel Noya - ?
- Bruno Marçal - ?
- Caio César Oliveira - ?
- Kate Kelly Ricci - ?
- Kandy Ricci - ?
- Leonardo Caldas - ?
- Nelson Machado Filho - ?
- Thiago Keplmair - ?
- Wellington Lima - ?
- Caco Penha - ?
- Nair Silva - ?
- Guilherme Lopes - ?
- Cassius Romero - ?
- Adrian Tatini - ?
- Mariana Zink - ?
- Junior Nannetti - ?
- Michel di Fiori - ?
- Alexandre Cruz - ?

## Episódios

### Resumo
| Temporada | Episódios | Data de Estreia     | Data de Finalização     | Data de Estreia (Brasil) | Data de Finalização (Brasil) |
| --------- | --------- | ------------------- | ----------------------- | ------------------------ | ---------------------------- |
| 1         | 26 (52)   | 18 de julho de 2016 | 21 de fevereiro de 2017 | 17 de outubro de 2016    | 2017                         |

### 1ª Temporada (2016 - 2017)
| Número | Título                                                                                               | Escrito por                                                          | Data de Estreia (EUA)   | Data de Estreia (Brasil)                                           |
| --- | --- | -------------------------------------------------------------------- | ----------------------- | ------------------------------------------------------------------ |
| 1 | "Doente por um Dia / Boneco Atômico vs. Desastre" "Sick Day / AP vs. Disastro"                       | Brad Birch / Craig Martin                                            | 18 de julho de 2016     | 1 de outubro de 2016 (pré-estreia) 17 de outubro de 2016 (oficial) |
| Quando Joey pega um resfriado, Mookie tenta assumir o papel de maior herói da cidade.AP é roubado depois de ser confundido com um gato. | |                                                                      |                         |                                                                    |
| 2 | "Castigo Atômico / Os Grandes Picles" "Atomic Detention / Big Pickle"                                | Evan Thaler Hickey / Josh Saltzman                                   | 19 de julho de 2016     | 17 de outubro de 2016                                              |
| A tagarelice de AP deixa Joey em apuros com a professora.Joey encontra uma ajuda inesperada quando AP fica preso dentro de um pote. | |                                                                      |                         |                                                                    |
| 3 | "O Planeta da Pizza / Não Siga o Homem de Lama" "Pizza Planet / Don't Track the Mudman"              | Daniel Bryan Franklin e Robin Stein / Josh Saltzman                  | 20 de julho de 2016     | ASA                                                                |
| AP acredita que os funcionários da pizzaria com temática espacial Pizza Planet são alienígenas que pretendem engordar os clientes para comer.Depois de derrotar o Homem de Lama, AP leva um pedaço dele para casa, mas o pedaço se reconstrói e possui Vivian. | |                                                                      |                         |                                                                    |
| 4 | "A Aliança da Justiça / Um Dia Ruim no Esconderijo" "Justice Alliance / Bad Lair Day"                | Brad Birch / Andrew Harrison                                         | 21 de julho de 2016     | ASA                                                                |
| A Aliança da Justiça chega a Mega City para convidar o Boneco Atômico para seu grupo, mas um Mookie ciumento tenta destruí-los.Joey e AP se mudam para o antigo covil secreto do Capitão Atômico. | |                                                                      |                         |                                                                    |
| 5 | "O Mestre do Desastre / Bola de Pelos Atômicos" "Master of Disaster / Atomic Hairball"               | Mathilde Maraninchi e Antonin Poirée / Jérôme Erbin e Eddy Fluchon   | 22 de julho de 2016     | ASA                                                                |
| Para derrotar um monstro teletransportador, Joey e AP devem ter aulas com o mentor do Capitão Atômico, Mestre Sensei, que agora é um velho trêmulo.Gorducho se transforma em um monstro gigante após comer alguns fios de AP que estão carregados com seus poderes. | |                                                                      |                         |                                                                    |
| 6 | "Lotação Esgotada / Irmãs de Espadas" "Sold Out / Sword Sisters"                                     | John Derevlany / Ann Austen                                          | 25 de julho de 2016     | ASA                                                                |
| Joey e AP tentam entrar furtivamente no cinema quando Joey se esquece de comprar os ingressos.Pauline coloca as mãos em uma espada mágica e se torna a super-heroína Irmã da Espada. Quando o poder da espada começa a enlouquecê-la, Joey e AP devem encontrar a Princesa das Galáxias, a proprietária original da espada. | |                                                                      |                         |                                                                    |
| 7 | "Androide Atômico / O Boneco Gentil" "Atomic Android / Soft Spot"                                    | Baljeet Rai / Pierre Gilles-Stehr                                    | 26 de julho de 2016     | ASA                                                                |
| Quando Joey percebe que Warren conhece sua identidade secreta, ele pede a Robô-Ron que construa para ele uma duplicata mecânica como uma pista falsa.AP se torna um pacifista gentil após ser lavado com amaciante de roupas. | |                                                                      |                         |                                                                    |
| 8 | "A Maior Coleção / Queridinhos da Mídia" "Ultimate Collection / Media Darlings"                      | Evan Thaler Hickey / Brad Birch                                      | 27 de julho de 2016     | ASA                                                                |
| Joey parte em uma missão para completar sua coleção de 132 bonecos de ação do Capitão Atômico quando descobre que existe um 133º único.Joey e AP competem com um novo salão de cabeleireiro pela atenção da mídia. | |                                                                      |                         |                                                                    |
| 9 | "A Grande Explosão / Um Desenho Rápido" "Big Blowout / Quick Draw"                                   | Baljeet Rai / Albert Pereira-Lazaro & Manu Klotz                     | 28 de julho de 2016     | ASA                                                                |
| AP se torna mais agressivo e mandão após ser atingido pela gosma de um monstro cuspidor de muco.Joey e AP conhecem o Sr. Dankin, um artista de quadrinhos maluco que guarda rancor do Capitão Atômico, que ganha poderes depois que seu polvo de estimação é afetado por lixo tóxico. | |                                                                      |                         |                                                                    |
| 10 | "A Cola Atômica / Boneco Atômico vs Disastre Parte Dois" "Atomic Goo / AP vs. Disastro II"           | Albert Pereira-Lazaro e Manu Klotz / Craig Martin                    | 28 de julho de 2016     | ASA                                                                |
| Joey e AP acidentalmente se colam, deixando-os presos na forma de super-heróis.Gorducho se torna um gênio do mal com a intenção de destruir AP depois de comer uma nova marca de comida de gato geneticamente modificada. | |                                                                      |                         |                                                                    |
| 11 | "Absorbo Man / Jogue Como Joey" "Absorbo Man / Bend It Like Joey"                                    | Pierre-Gilles Stehr                                                  | 30 de setembro de 2016  | ASA                                                                |
| O Boneco Atômico e a Aliança da Justiça lutam contra Absorbo Man, um vilão que pode roubar superpoderes com seu toque.O Boneco Atômico e a Aliança da Justiça jogam futebol contra invasores alienígenas. | |                                                                      |                         |                                                                    |
| 12 | "Só os Felts Sobrevivem / Desgruda Carrapato" "Survival of the Feltest / Tick'd Off"                 | John McKinnon e Kyle Marshall / Travis Williams                      | 31 de janeiro de 2017   | ASA                                                                |
| Joey e Phil vão em uma viagem de acampamento de pai e filho.Joey encontra um carrapato caipira falante na nuca, que rapidamente se torna um incômodo. | |                                                                      |                         |                                                                    |
| 13 | "Terra e Mar / A Invasão do Caminhão Monstro" "Surf 'n Turf / Monster Truck Invasion"                | Peter Saisselin / Jérôme Erbin e Eddy Fluchon                        | 1 de fevereiro de 2017  | ASA                                                                |
| Joey e AP ajudam o Rei Hidronomo, governante das profundezas, a combater o vilão Megalo-Don.Joey e Phil vão para um comício temerário e de monster truck que na verdade é uma armadilha armada por Zorp para capturar o povo de Mega City e derrotar o Boneco Atômico. | |                                                                      |                         |                                                                    |
| 14 | "A Lobisgalinha / Lista de Desejos" "Something Chicken / Bucket List"                                | Craig Martin / Evan Thaler Hickey                                    | 31 de outubro de 2016   | ASA                                                                |
| Joey e AP lutam contra a Lobisgalinha, uma galinha mutante criada por Rudolph Mintenberg que se torna um monstro quando exposta ao luar.Joey e AP viajam no tempo quando Joey encontra uma lista de desafios de super-heróis que fez quando tinha seis anos. | |                                                                      |                         |                                                                    |
| 15 | "A Vingança de Erlenmeyer / Os Homens Toupeira" "Erlenmeyer's Revenge / Mole Men"                    | Baljeet Ral / Brad Birch                                             | 16 de setembro de 2016  | ASA                                                                |
| A Senhorita Erlenmeyer retorna como Senhora Mindbender e hipnotiza todos, exceto Pauline e AP.O Boneco Atômico luta contra uma raça de toupeiras subterrâneas que afundaram as estruturas de Mega City e sequestraram Pauline. | |                                                                      |                         |                                                                    |
| 16 | "O Maníaco de Neve / As Férias do Herói" "Snow Maniac / Hero's Holiday"                              | Craig Martin / Brad Birch                                            | 2 de fevereiro de 2017  | ASA                                                                |
| Depois de derrotar o malvado Maníaco de Neve, Joey e AP descobrem que ela voltou na forma do boneco de neve de Abigail para trazer o inverno eterno para Mega City.AP encontra o herói dos feriados passados, presentes e futuros na versão da série de A Christmas Carol (Um Conto de Natal). | |                                                                      |                         |                                                                    |
| 17 | "Luta Livre / Dyna-Moe Perdido" "Brawl-for-All! / Down and Out Dyna-Moe"                             | Eddy Fluchon / Baljeet Raj                                           | 3 de fevereiro de 2017  | ASA                                                                |
| Boneco Atômico compete em uma luta de luta livre contra o campeão aposentado Homem Peixe-boi para arrecadar dinheiro para caridade.Boneco Atômico conhece um super-herói country chamado Dyna-Moe, que foi expulso de sua casa por seu arqui-inimigo Saco de Lixo, e o prefeito o torna o novo protetor de Mega City. | |                                                                      |                         |                                                                    |
| 18 | "Mookie Tem a Força / O Macaco Bucky" "Mookie's Got the Power! / Buck Monkey"                        | Peter Saisselin / Pierre-Gilles Stehr                                | 6 de fevereiro de 2017  | ASA                                                                |
| Mookie começa a desenvolver superpoderes depois de engolir um cristal alienígena, mas eles ficam fora de controle.A mente de Zorp controla um famoso astronauta chimpanzé chamado Buck McDowall para se aproximar de AP. | |                                                                      |                         |                                                                    |
| 19 | "Sapatos Voadores / Trégua ou Consequências" "These Shoes / Truce or Consequences"                   | Brian Hartigan / Ann Austen                                          | 7 de fevereiro de 2017  | ASA                                                                |
| Joey encontra um par de sapatos chamado Lacer A.I. Hypertops, mas os sapatos são muito mais perigosos do que parecem.Boneco Atômico invade a festa da Princesa das Galáxias quando descobrem que ela está planejando uma trégua herói-vilão com o Professor Abre-Tudo. | |                                                                      |                         |                                                                    |
| 20 | "Fraqueza Atômica / O Recruta Proton" "Atomic Weakness / Private Proton"                             | Craig Martin / Brian Hartigan                                        | 8 de fevereiro de 2017  | ASA                                                                |
| Chefe Kevlar, o temperamental chefe da força policial de Mega City, coloca as mãos em um meteorito que drena energia que ele usa para acabar com o vigilantismo do Boneco Atômico.Mookie altera a mente de Joey para que Joey o adore em vez do Capitão Atômico e vá ser incapaz de reconhecer AP. | |                                                                      |                         |                                                                    |
| 21 | "A Transferência / Lacer Assume o Comando" "The Switch / Lacer Takes Over"                           | Ann Austen / Baljeet Raj                                             | 9 de fevereiro de 2017  | ASA                                                                |
| A Troca: AP e Princesa das Galáxias trocam de corpo.A I.A. de Lacer assume o corpo de Travis, um boneco parecido com Ken que AP trata como um amigo próximo. | |                                                                      |                         |                                                                    |
| 22 | "O Garoto Inseto Primeira Parte / O Garoto Inseto Segunda Parte" "Worm Boy Part 1 / Worm Boy Part 2" | Ann Austen                                                           | 10 de fevereiro de 2017 | ASA                                                                |
| Na parte um, Joey ganha as habilidades de um bicho-da-seda após ser mordido por um bicho-da-seda, mas como resultado perde sua capacidade de se fundir com AP.Na parte dois, Joey é capturado pelo supervilão Bug-Man, com tema de inseto, que pretende roubar seus novos poderes. | |                                                                      |                         |                                                                    |
| 23 | "O Hall da Fama dos Heróis / Boneco Paralelo" "Hero Hall of Fame / Parallel Puppet"                  | Brad Birch                                                           | 13 de fevereiro de 2017 | ASA                                                                |
| Joey e AP vão ver a doutrinação do Capitão Atômico no Hall da Fama dos Heróis, mas Mookie chega para tentar roubar os holofotes.Joey e AP encontram versões malignas de si mesmos em um universo paralelo e precisam descobrir como mandá-los para casa. | |                                                                      |                         |                                                                    |
| 24 | "O Pequeno AP / Nervos à Flor da Pele" "Lil' AP / Pinched Nerves"                                    | Mathilde Maraninchi e Antonin Poiree / John McKinnon e Kyle Marshall | 14 de fevereiro de 2017 | ASA                                                                |
| A Senhora Mindbender reduz as mentes de todos em Mega City, incluindo AP, às de crianças pequenas.Joey fica muito abalado por quase acidentalmente matar Phil enquanto perseguia um criminoso e decide dar um tempo de ser um super-herói. | |                                                                      |                         |                                                                    |
| 25 | "A Armadura de Mintenberg / O Retorno de Claude" "Mintenberg's Armor / Claude Returns"               | Brad Birch                                                           | 15 de fevereiro de 2017 | ASA                                                                |
| Rudolph Mintenberg cria um traje mecânico superpoderoso para se tornar parceiro do Boneco Atômico quando ele compra um covil secreto para eles.O clone impotente do Capitão Atômico, Claude (pronuncia-se "clode"), é descongelado por Mookie e se apresenta como Capitão Atômico. | |                                                                      |                         |                                                                    |
| 26 | "A Grande Mudança Primeira Parte / A Grande Mudança Segunda Parte" "The Big Shift"                   | John McKinnon e Brad Birch                                           | 16 de fevereiro de 2017 | ASA                                                                |
| Na parte um, no aniversário de um ano da primeira aparição do Boneco Atômico e do "desaparecimento" do Capitão Atômico, Mookie diz a todos que matou o Capitão Atômico em uma última tentativa de fazê-los aceitá-lo como seu herói. Enquanto isso, Joey e AP discutem se todos deveriam saber que AP é o Capitão Atômico.Na parte dois, Mookie se une ao Professor Abre-Tudo para liderar um surto na prisão e destruir o Boneco Atômico de uma vez por todas. | |                                                                      |                         |                                                                    |

## Música
Música composta e interpretada por Amaury Bernier e David Gana da D&A Factory.

## Transmissão
A primeira temporada é composta por 52 segmentos de 11 minutos com 2 especiais de duas partes (26 episódios). Boneco Atômico teve sua estreia mundial no Disney XD na França em 13 de março de 2016. A série estreou posteriormente no Disney XD nos Estados Unidos em 18 de julho de 2016. A série foi ao ar no Teletoon no Canadá em 11 de setembro de 2016, e ABC ME na Austrália. Na América Latina, começou a ser exibido no Disney XD em 27 de outubro de 2016.

## Recepção
A série foi indicada em 2017 para dois Prêmios Annie: Realização Notável em Animação de Personagens em uma Produção de Animação para TV/Transmissão e Realização Notável em Storyboard em uma Produção de Animação para TV/Transmissão. Também foi indicado ao Prêmio Reuben na categoria Animação Televisiva, ao lado de The Loud House e Os Simpsons, em 2016 pela National Cartoonists Society.
Dawn M. Burkes do The Dallas Morning News falou positivamente sobre a série, chamando-a de "uma piada de um show de super-heróis". Ela elogiou sua premissa como nova, única e divertida, e sua execução como uma abordagem divertida, bem-humorada e interessante da dinâmica de super-heróis da "velha escola" do herói e seu jovem companheiro.